# DAF Torpedo

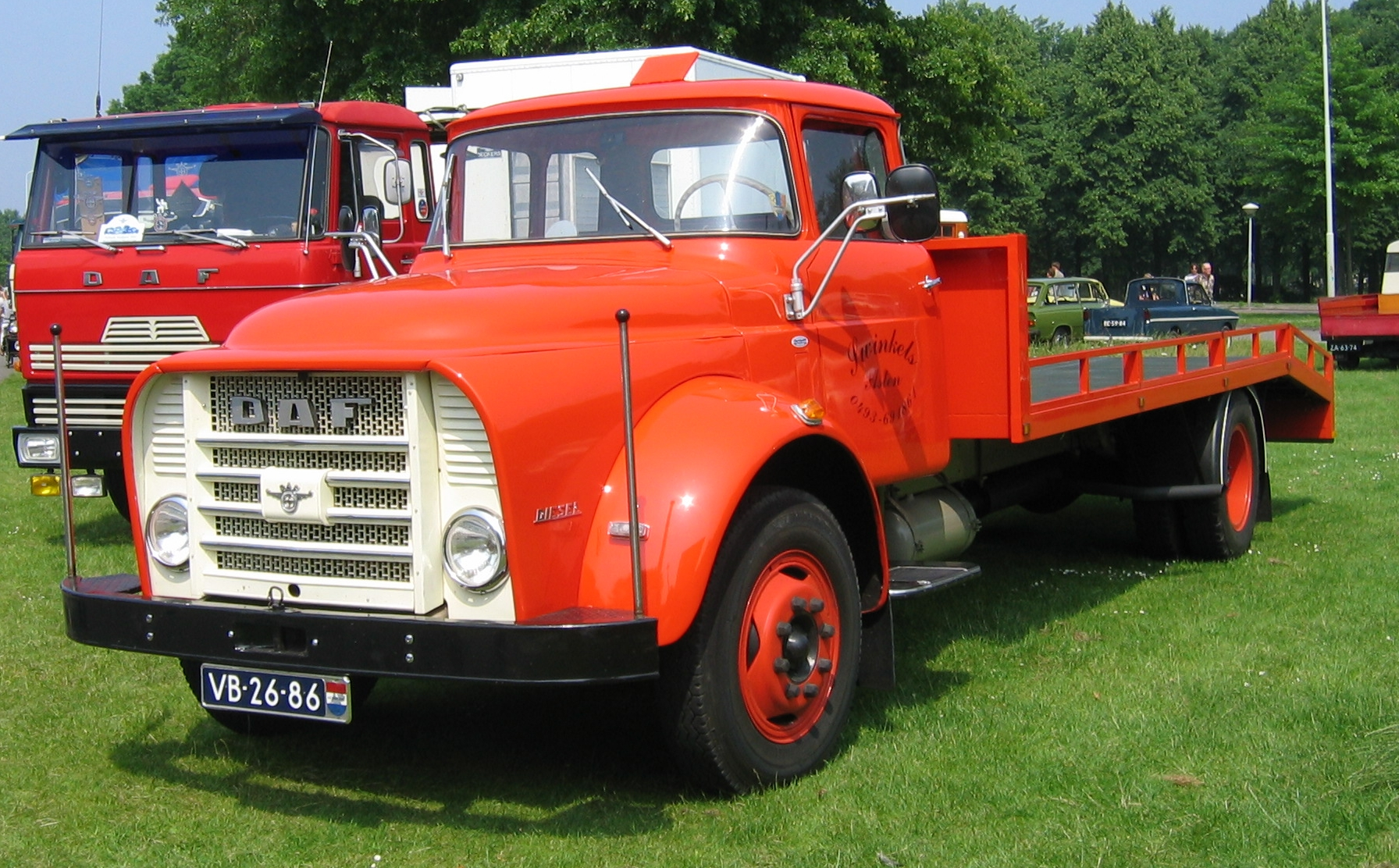
DAF 12/15

Der DAF Torpedo ist ein Langhauber-LKW des niederländischen LKW-Produzenten DAF, der 1957 erstmals als DAF 12/15 von DAF für die Nachfrage von konservativen Kunden eingeführt wurde.
DAF hatte zwar bereits Frontlenker-LKW im Programm, die mehr Laderaum zur Verfügung hatten, diese Bauform war damals aber noch umstritten und bei den meisten anderen Herstellern noch gar nicht im Angebot.
Anfänglich bot DAF nur ein Fahrgestell für Aufbauten mit je einem Benzin- und Dieselmotor, später entwickelte man eine eigene Kabine für den 12/15. 1965 löste der DAF 18 das Modell ab. 1980 folgt die DAF NAT/NTT (N2800 Serie) deren Kabine vom Magirus Deutz Eckhauber der 3. Generation übernommen wurde. 
Seit 2012 gibt es einen neuen DAF Torpedo. Dieser basiert auf dem DAF XF und wurde vom Eindhovener DAF-Händler De Burgh und dem Baustoff- und Recycling-Transporteur Jansen entwickelt. Gebaut wird das Modell auf Einzelbestellung bei De Burgh.